# Camp de Hamburg-Steinwerder (Blohm & Voss)
 (octobre 2024).
Si vous disposez d'ouvrages ou d'articles de référence ou si vous connaissez des sites web de qualité traitant du thème abordé ici, merci de compléter l'article en donnant les références utiles à sa vérifiabilité et en les liant à la section « Notes et références ».
 (octobre 2024).
Le camp de Hambourg-Steinwerder (Blohm & Voss) est une unité de travail forcé dépendant du camp de concentration de Neuengamme et mise à disposition de l'entreprise Blohm & Voss sur le port de Hambourg.

## Création

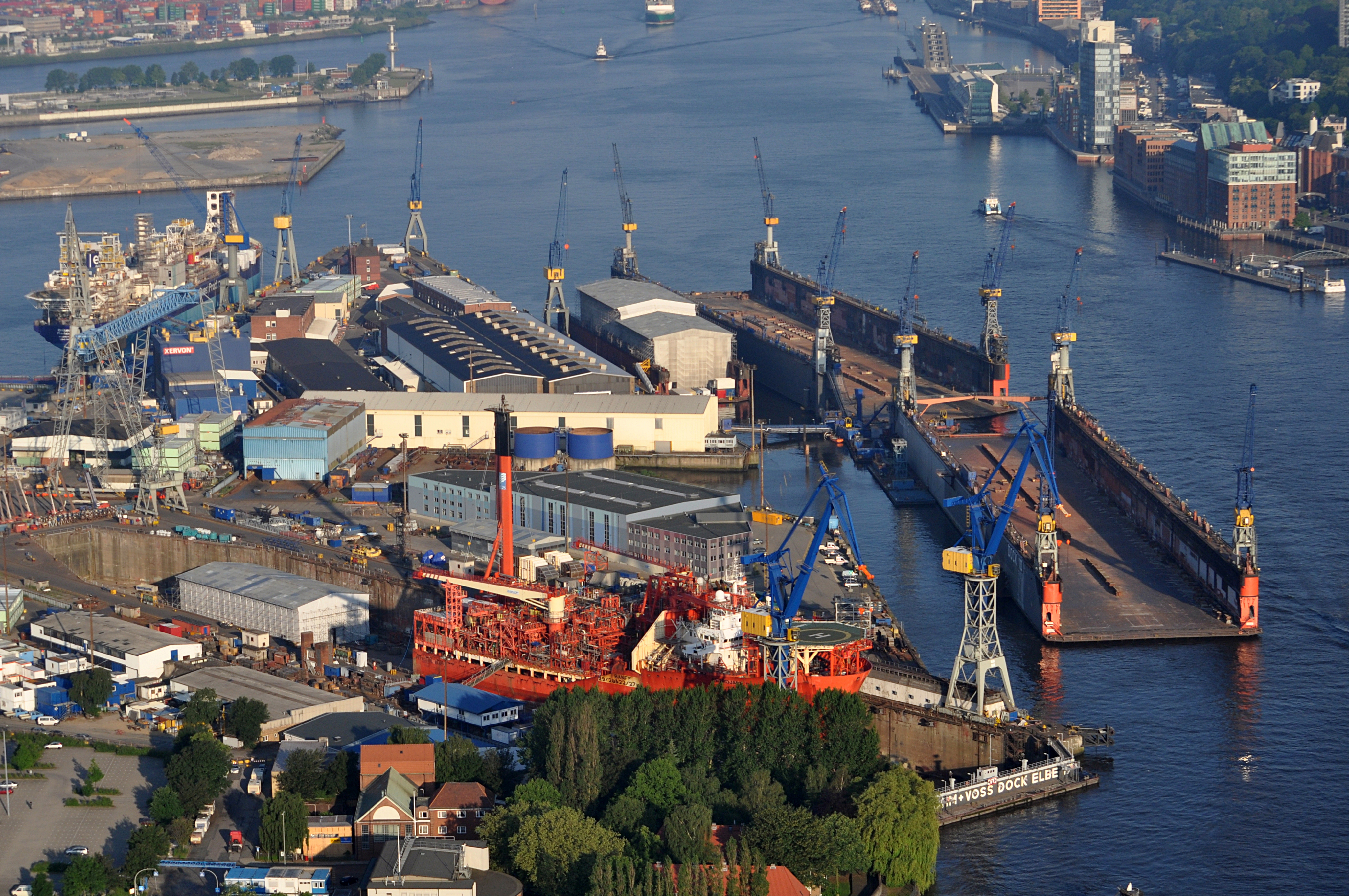
Le site du chantier naval Blohm & Voss, à Hambourg, pour lequel travaillaient les déportés du Kommando Steinwerder.

Á partir de juin 1944, l'Allemagne décide d'intensifier sa production de sous-marins  et mobilise la main-d'œuvre concentrationnaire pour atteindre ses objectifs, malgré les bombardements alliés.
Le 9 octobre 1944, un Kommando extérieur venu de Neuengamme est mis en place sur le chantier naval Blohm & Voss, dans le port de Hambourg. Les déportés qui  y sont assignés sont pour la plupart originaires de Pologne et d’Union soviétique. Environ 600 déportés auraient travaillé pour Blohm & Voss. Les plus qualifiés travaillent dans les ateliers de construction mécanique. Les autres exécutent des travaux de déblaiement dans l’enceinte du chantier naval.
Le Kommando de Blohm & Voss avait un taux de mortalité très élevé, en raison des mauvais traitements et des conditions de vie et de travail. En raison des nombreux échanges avec Neuengamme, il n’est pas possible d’établir le nombre exact de victimes, mais il est évalué à 250.

## Évacuation
Le 12 avril 1945, Blohm & Voss demande à la SS d’évacuer le Kommando extérieur. Les détenus sont ramenés au camp central de Neuengamme.
Le camp était placé sous la responsabilité du SS Oberscharführer Peitz, aidé par une soixantaine de soldats de l’infanterie de marine.